# Levende steden-serie
De Levende steden-serie (Engelse titel: Mortal Engines Quartet) is een sciencefiction-boekenreeks van de Britse auteur Philip Reeve, bedoeld voor jongvolwassenen. 

## Verhaal
Enkele duizenden jaren in de toekomst is het landschap na de zestigminutenoorlog (een nucleaire oorlog) dor en droog geworden en heeft de mensheid zichzelf bijna volledig uitgeroeid. Er staan alleen hier en daar nog wat verdorde bomen en struiken en ook dieren zijn zeldzaam geworden. In het noorden is een groot koud ijzig gebied en het westen bestaat volledig uit moeras. De enige plek die nog enigszins vruchtbaar is, is het gebied achter de schildmuur.
De overlevenden van die zestigminutenoorlog gingen samenhokken in grote steden. Deze steden werden op wielen gezet (door Nicolas Quirke) maar er is altijd een tekort aan brandstof. De rijdende steden voeren oorlog met elkaar om de laatste overgebleven bestaansmiddelen. Op de rijdende steden is de bevolking verdeeld in vier grote gildes. De techniekgilde koopt oudtech (techniek van de vroegere bevolking) die ze dan weer aan de praat proberen te krijgen en proberen te gebruiken. De geschiedenisgilde beheert het museum en bestudeert het verleden van de wereld. De navigatiegilde staat in voor de navigatie van de stad. Als vierde is er de koopmansgilde waar mensen worden opgeleid tot handelaars.
Tom Natsworthy en Hester Shaw proberen te overleven in deze post-apocalyptische steampunkwereld.

## Boeken
- Mortal Engines (2001) (nl: Levende steden)
- Predator's Gold (2003) (nl: Jagersgoud)
- Infernal Devices (2005) (nl: Helse machines)
- A Darkling Plain (2006)

## Onderscheidingen
Het eerste deel Levende steden (eerder verschenen als Een moordend systeem) won de Nestlé Smarties Book Prize Gold Award 2002. Voor A Darkling Plain, het vierde boek uit de reeks werd Reeve in 2006 bekroond met de Guardian Children's Fiction Prize.

## Verfilming
In 2009 toonde Peter Jackson, regisseur van de Lord of the Rings-trilogie, interesse voor het regisseren van de boekverfilmingen. Uiteindelijk produceerde hij de toekomstige film Mortal Engines, die geregisseerd wordt door Christian Rivers. De film is gebaseerd op de eerste roman Levende steden, naar een scenario van Fran Walsh, Philippa Boyens en Peter Jackson. De film ging op 27 november 2018 in première.